# Landsynagoge (Roth)

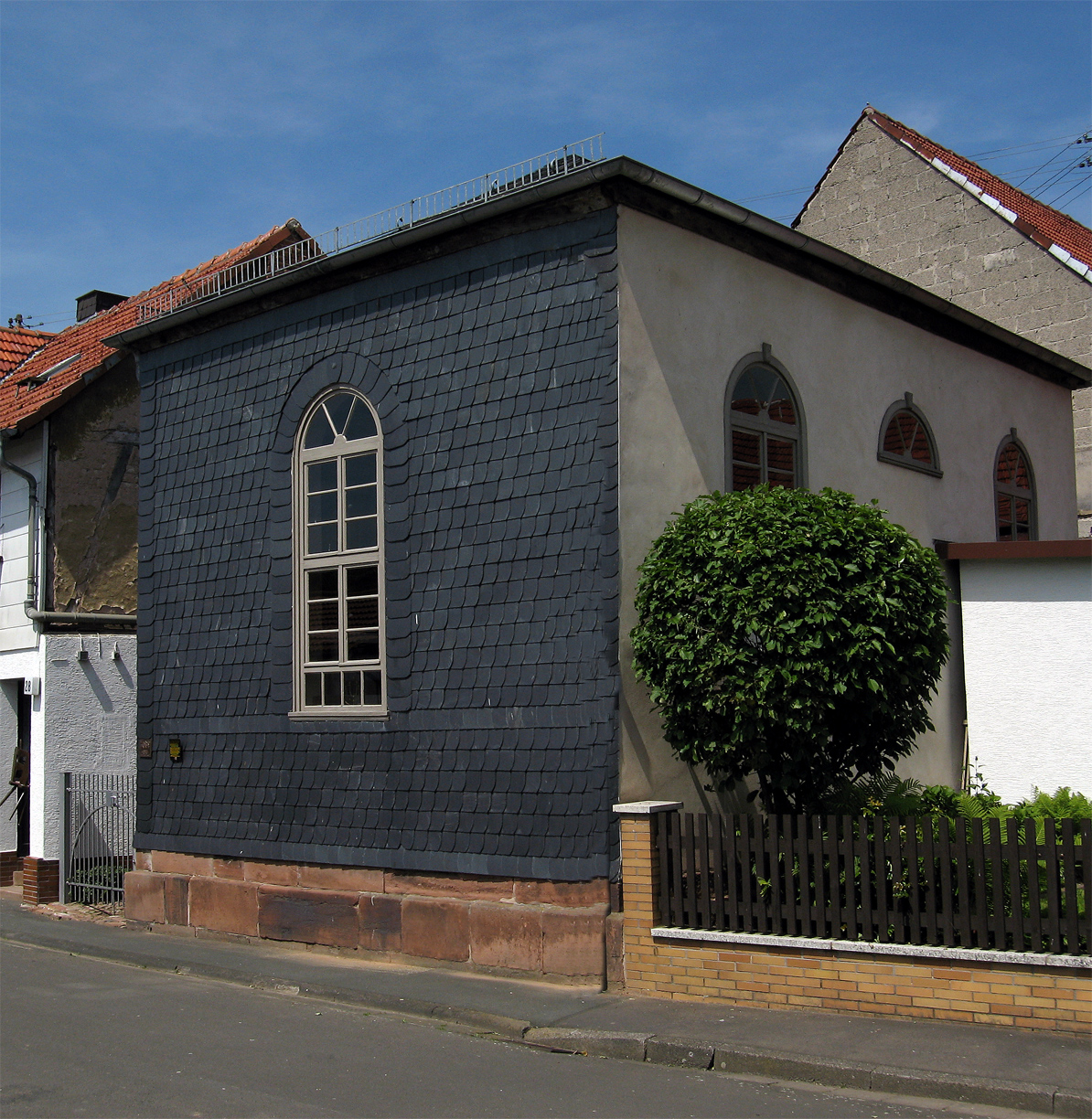
Außenansicht

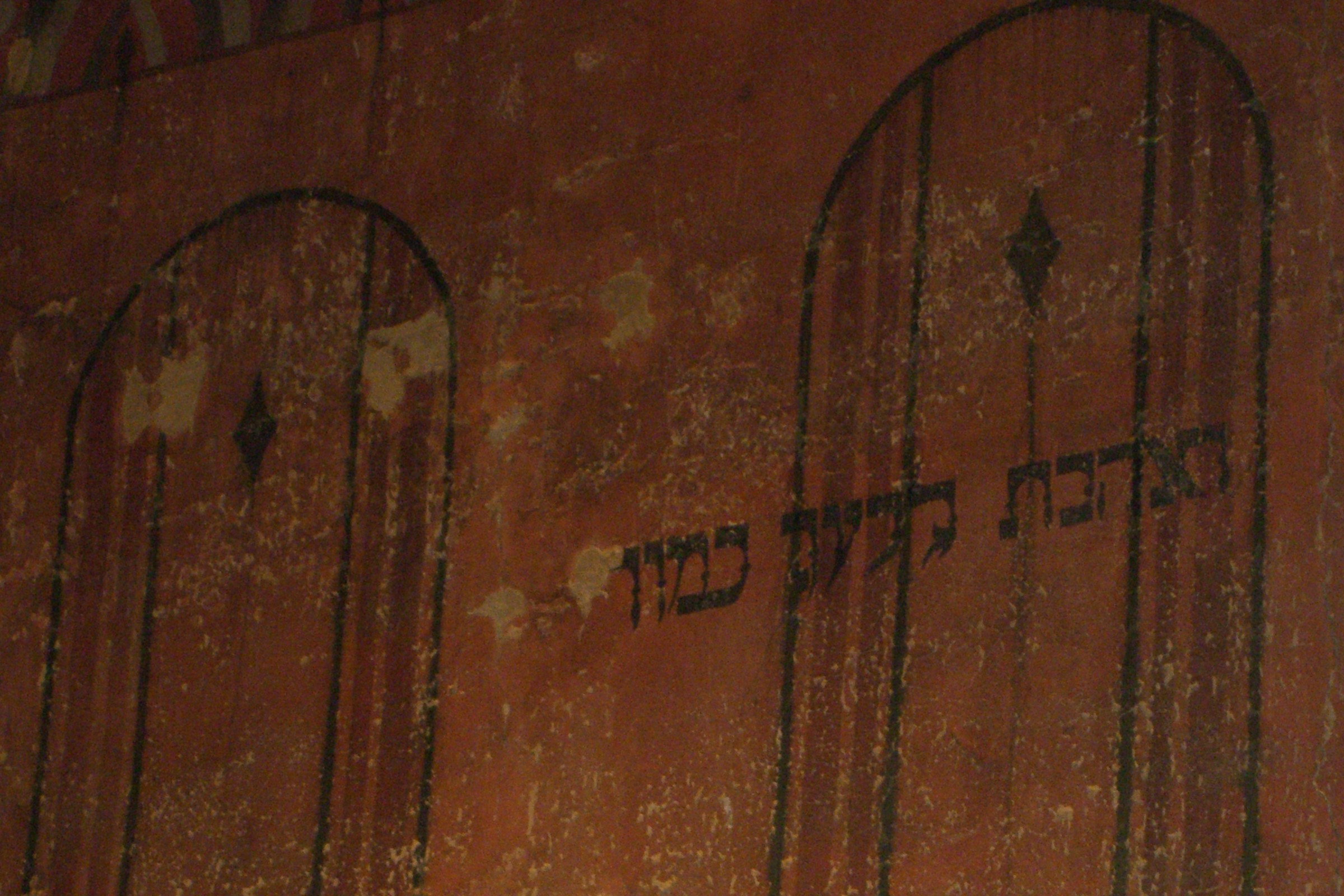
Wandmalerei mit der Inschrift ואהבת לרעך כמוך („Liebe deinen Nächsten, denn er ist wie du.“)

Die Landsynagoge in Roth, einem Ortsteil der Gemeinde Weimar im Landkreis Marburg-Biedenkopf in Hessen, ist eine ehemalige Synagoge. Sie wird von einem Arbeitskreis getragen.

## Lage und Gebäude
Die einstige Landsynagoge liegt unauffällig in einer Seitenstraße Roths. Das Gebäude weist einen nahezu quadratischen Grundriss auf. Es ist in Fachwerkkonstruktion auf einem Sandsteinsockel errichtet und mit einem Walmdach versehen.

## Geschichte
1832 zerstörte ein Brand die an ein Wohnhaus gebaute Rother Synagoge. Ende 1833 wurde mit dem Bau einer neuen und größeren Synagoge begonnen, der bis 1838 abgeschlossen wurde. Im hinteren Teil des Synagogengrundstückes wurde eine Mikwe erbaut, die jedoch 1916 durch einen Neubau ersetzt wurde. Während der Novemberpogrome 1938 wurde die komplette Inneneinrichtung zerstört. Niedergebrannt wurde die Synagoge jedoch nicht, um die angrenzenden Gehöfte nicht zu gefährden. Am 9. Februar 1939 musste die jüdische Gemeinde die Synagoge verkaufen. 
1990 kaufte die Gemeinde Weimar (Lahn) das Gebäude mit finanzieller Unterstützung des Landkreises. Im Mai 1995 beschloss der Kreisausschuss des Landkreises, die Synagoge zu einem symbolischen Preis zu erwerben.
Überlegungen, die Synagoge zu restaurieren, bestanden seit den frühen 1980er Jahren. 1988 wurde zunächst ein Baugutachten in Auftrag gegeben, das 1989 vorgelegt wurde. Von 1993 bis 1995 fand die Außensanierung statt. Die Finanzierung lag zu je einem Drittel bei der Gemeinde, dem Landkreis und dem Land Hessen. In den Jahren 1997 und 1998 erfolgte die durch den Landkreis finanzierte Innensanierung. Nach Abschluss der Restaurierungsarbeiten wurde die Synagoge im März 1998 mit einer feierlichen Veranstaltung der Öffentlichkeit übergeben.

## Arbeitskreis
Der Arbeitskreis Landsynagoge Roth e. V. wurde im Jahr 1996 gegründet. Seit 1998 besteht ein Nutzungsvertrag zwischen dem Landkreis als Eigentümer des Gebäudes und dem Arbeitskreis. Der Verein setzt sich für den Erhalt der ehemaligen Synagoge in Roth und deren Nutzung als Gedenkstätte für die Opfer des Holocaust im Landkreis Marburg-Biedenkopf, als Lernort für Schülergruppen, Konfirmandengruppen sowie Erwachsene und als Stätte kultureller Begegnungen ein. Der Verein führt aus diesen Gründen regelmäßig Veranstaltungen in der ehemaligen Synagoge durch. Mindestens einmal im Monat ist sie für interessierte Besucher geöffnet.
Für sein Engagement wurde der Verein 2003 mit dem Otto-Ubbelohde-Preis, 2005 mit dem Hessischen Denkmalschutzpreis und 2006 mit dem Ersten Förderpreis Hessische Heimatgeschichte ausgezeichnet.